# Сарби (Бихор)
Сарби (рум. Sârbi) насеље је у Румунији у округу Бихор у општини Сарби. Oпштина се налази на надморској висини од 134 m. Смештено је на реци Алмаш.

## Историја
Место чији назив је Срби, потиче од некадашњих Срба, који су средином 18. века били значајни део становништва у тој области. Први пут се помиње насеље као "Алумас" 1291. године. Дуго се затим звало "Тотфалу", да би се од 1780-1781. године јавио и назив "Србин" (Сирб), а од 1909. године "Срби" (Сарби).
Године 1860. становник Никола Жига је дао велики прилог за оправку српске православне цркве у месту.

## Становништво
Према подацима из 2011. године у насељу је живело 1240 становника.